# Вагн Вальфрід Екман
Вагн Вальфрід Е́кман (швед. Vagn Walfrid Ekman; нар. 3 травня, 1874 — пом. 9 березня, 1954) — шведський океанолог. Створив теорію дрейфових (вітрових) та градієнтних течій у морі.

## Біографічні дані
Народився у Стокгольмі, у сім'ї гідрографа Фредеріка Лоренца Екмана. Сам був залучений до занять океанологією під час вивчення фізики в Уппсальському університеті, особливо після прослуховування курсу Вільгельма Б'єркнеса з гідродинаміки.
Під час експедиції на «Фрамі», Фрітьйоф Нансен відмітив що айсберги мають тенденцію дрейфувати не за напрямом переважаючого вітру, а під кутом 20°…40° праворуч. Б'єркнес запропонував своєму студентові Екману зайнятися цією проблемою і у 1905 році Екман опублікував свою теорію спіралі Екмана, котра пояснювала феномен, виявлений Нансеном, балансом між силами в'язкості в океані та силою Коріоліса, що виникає внаслідок обертання Землі.
Після закінчення докторантури в Уппсалі у 1902 році, Екман приєднався до Міжнародної лабораторії океанографічних досліджень (англ. International Laboratory for Oceanographic Research) в Осло, де пропрацював сім років, не лише розвиваючи свою теорію, але також працюючи над розробленням експериментальних методик та приладів, таких як вимірювач течії (Екманівська вертушка) та батометр Екмана.
З 1910 до 1939 він продовжував свої теоретичні та експериментальні дослідження в Лундському університеті, де обіймав посаду професора математики і математичної фізики. Його було обрано членом Шведської королівської академії наук у 1935 році.
Екман був також обдарованим співаком (бас), піаністом і композитором.
Активно працював до самої смерті у 1954 році.